# Пскова
Пскова (рус. Пскова) река је на западу европског дела Руске Федерације. Протиче преко северних делова Псковске области, односно преко територија Стругокрасњенског и Псковског рејона. Десна је притока реке Великаје у коју се улива код града Пскова, те део басена реке Нарве, односно Финског залива Балтичког мора.
Река Пскова извире у централним деловима Лушког побрђа, на западу Стругокрасњенског рејона. У горњем делу тока тече у смеру југа, потом скреће ка југоистоку, и напослетку у доњем делу тока креће се у смеру југозапада. У Великају се улива на подручју Љубатовског рејона града Пскова. Укупна дужина водотока је 102 km, док је површина сливног подручја око 1.000 km².
Најважније притоке су Псковица и Дребенка са леве, те Торошинка и Миљовка са десне стране.